# Pierre Clémenti
Pierre Clémenti (París, 28 de septiembre de 1942 - París, 27 de diciembre de 1999) fue un actor y director de cine francés, muy próximo a Jean-Pierre Kalfon y su grupo de artistas.
Actuó en películas dirigidas por Luis Buñuel, Bernardo Bertolucci, Pier Paolo Pasolini y Luchino Visconti. En teatro fue dirigido varias veces por Jean-Louis Barrault. Igualmente exploró en el ámbito del cine experimental dirigiendo algunos filmes del movimiento underground francés.
Publicó Quelques messages personnels ("Algunos mensajes personales") una verdadera requisitoria contra la justicia y las condiciones de las prisiones. Falleció a los 57 años de edad de cáncer hepático.

### Filmografía

#### Actor
- 1960: Chien de pique, de Yves Allégret.
- 1961: Adorable menteuse, de Michel Deville.
- 1963: El gatopardo, de Luchino Visconti
- 1964: Cent briques et des tuiles, de Pierre Grimblat.
- 1964: Las islas encantadas de Carlos Vilardebó.
- 1966: Brigade antigangs, de Bernard Borderie.
- 1966: Bella de día, de Luis Buñuel.
- 1966: Sobra un hombre, de Costa-Gavras.
- 1966: El hombre que ríe, de Sergio Corbucci.
- 1967: Lamiel, de Jean Aurel.
- 1967: Pop Game, de Francis Leroi.
- 1967: Les Idoles, de Marc'O.
- 1967: Benjamin, diario de un joven inocente, de Michel Deville.
- 1968: Scusi, facciamo l'amore, de Vittorio Caprioli.
- 1968: Partner, de Bernardo Bertolucci.
- 1968: Les Roses de Tourlaville, de Jean-Paul Bourdeaudrucq.
- 1968: La sua giornata di Gloria, de Edoardo Bruno.
- 1968: Wheel of Ashes, de Peter Emmanuel Goldman.
- 1969: La Vía Láctea, de Luis Buñuel.
- 1969: Le Lit de la vierge, de Philippe Garrel
- 1969: Pocilga, de Pier Paolo Pasolini.
- 1969: Los caníbales, de Liliana Cavani.
- 1970: El conformista, de Bernardo Bertolucci.
- 1970: Necropolis, de Franco Brocani.
- 1970: Cabezas cortadas, de Glauber Rocha.
- 1970: Renaissance, de Yvan Lagrange (cortometraje)
- 1970: La Leçon de choses, de Yvan Lagrange.
- 1970: Le Matin, de Yvan Lagrange (cortometraje)
- 1970: La pacifista, de Miklós Jancsó.
- 1970: La Cicatrice intérieure, de Philippe Garrel.
- 1971: Jupiter, de Jean-Pierre Prévost.
- 1971: La Famille, de Yvan Lagrange.
- 1971: La Passion, de Yvan Lagrange.
- 1971: La vittima designata, de Maurizio Lucidi.
- 1972: Crush proof, de François De Menil.
- 1972: C.A.C.I. 71, de José Varéla.
- 1973: L'Ironie du sort, de Edouard Molinaro.
- 1973: Jennifer, Pierre Bertrand-Jaume (cortometraje)
- 1973: Ketchup, de Richard Johnson (cortometraje)
- 1973: El lobo estepario, de Fred Haines.
- 1973: Sweet Movie, de Dusan Makavejev.
- 1974: De quoi s'agit-il ?, de Jean-Pierre Léaud y Michel Varésano.
- 1975: Le Fils d'Amr est mort, de Jean-Jacques Andrien.
- 1975: Le Berceau de cristal, de Philippe Garrel.
- 1976: L'Affiche rouge, de Frank Cassenti.
- 1976: Les Apprentis sorciers, de Edgardo Cozarinsky.
- 1977: Zoo zéro, de Alain Fleischer.
- 1977: La Chanson de Roland, de Frank Cassenti.
- 1977: Le Manque, de Robert Dionoux (documental, voz en off).
- 1977: Autoportrait schizophrène, de Eric Duvivier (cortometraje)
- 1977: Ces oiseaux de feu, de Philippe Masliah (cortometraje)
- 1978: Plages sans suites, de Jean-Marc Turine.
- 1978: Piccole labbra, de Mimmo Cattarinich.
- 1978: Mardi et mercredi, de Nadine Alcan (cortometraje)
- 1979: La Vraie histoire de Gérard Lechômeur, de Joaquín Lledó.
- 1980: Cauchemar, de Noël Simsolo.
- 1980: Stridura, de Ange Leccia (cortometraje)
- 1980: Cuarteto], de James Ivory.
- 1980: Le Pont du Nord, de Jacques Rivette.
- 1980: Lettre de fusillés, de Frank Cassenti.
- 1981: L'Amour des femmes, de Michel Soutter.
- 1981: Chassé-croisé, d'Arielle Dombasle.
- 1981: Histoires extraordinaires: La chute de la maison Usher, de Alexandre Astruc.
- 1983: Clash, de Raphaël Delpard.
- 1983: Par ordre du Roy, de Michel Mitrani (TV).
- 1983: Canicule, de Yves Boisset.
- 1983: Il Faut marier Julie, de Marc Marino (TV).
- 1983: L'Homme de la nuit, de Juan Luis Buñuel (TV).
- 1984: Le Rapt, de Pierre Koralnik.
- 1985: Une femme innocente, de Pierre Boutron (TV).
- 1987: Un Dieu rebelle (Es ist nicht leicht ein Gott zu sein), de Peter Fleischmann.
- 1988: Un bambino di nome Gesu, de Franco Rossi.
- 1989: L'Autrichienne, de Pierre Granier-Deferre.
- 1989: Une femme tranquille, de Joyce Buñuel (TV).
- 1989: Manon Roland, de Edouard Molinaro (TV).
- 1990: La Fosse commune, de Alain Raoust (cortometraje)
- 1990: Céleste, de Laurent Tuel (cortometraje)
- 1990: Massacres, de Jean-Claude Roy.
- 1990: Clones, de André Almuro y Yves Pélissier.
- 1991: Lapsus, de Cyril Huot y Jérôme Soubeyrand (cortometraje)
- 1992: Attendre le navire, de Alain Raoust.
- 1993: KL Transit, de Stelios Pavlidis.
- 1994: Se presume sospechoso (Enas Ipoptos politis), de Stelios Pavlidis.
- 1994: L'Aquila della notte, de Cinzia Th. Torrini (TV).
- 1997: Le Bassin de J.W., de João César Monteiro.
- 1997: Le Nègre, de François Lévy Kuentz (cortometraje)
- 1998: Marrakech Express, de Gilles MacKinnon.
- 1998: Le Goût des fraises, de Frank Cassenti (TV).

### Director
- 1967: Visa de censure, de Pierre Clémenti.
- 1968: La Révolution n'est qu'un début. Continuons, de Pierre Clémenti.
- 1969: Art de vie = carte de vœux, de Pierre Clémenti.
- 1979: New Old, de Pierre Clémenti.
- 1981: Check point Charlie, de Pierre Clémenti.
- 1985: A l'ombre de la canaille bleue (ou Hassan, le bougnoule sexuel), de Pierre Clémenti.
- 1989: Soleil, de Pierre Clémenti (c.m.)